# 스킨 게임
스킨 게임(The Skin Game)은 영국에서 제작된 알프레드 히치콕 감독의 1931년 드라마 영화이다. 존 골즈워디의 동명의 희곡을 바탕으로 제작되었다. C.V. 프랑스 등이 주연으로 출연하였고 존 맥스웰 등이 제작에 참여하였다.

## 출연

### 주연
- C.V. 프랑스
- 헬렌 헤이

### 조연
- 질 에스먼드
- 에드먼드 그웬
- 존 롱든
- 필리스 콘스탐
- 프랭크 로턴
- 에드워드 챔프먼
- 로드니 애클랜드
- 아이버 바나드

## 제작진
- 조감독: 프랭크 밀스